# أطلس الأراضي التونسية
أطلس الأراضي التونسية (بالفرنسية: Atlas des sols tunisiens)‏ هو أطلس خرائط ترابية يخص أراضي تونس. نشر في 1999، ويعتبر أول دراسة تصنيفية للأراضي التونسية ذات الهيمنة المتوسطية والصحراوية.

## التحليل
أول خريطة ترابية في تونس أنجزت من قبل أندريه فورنيه سنة 1957 وتخص شمال البلاد. في 1973، نشرت إدارة الأراضي بوزارة الفلاحة التونسية أول خريطة للأراضي بمقياس 1/500000 لكامل البلاد، وذلك بهدف تسليط الضوء على طبيعتها ودرجة آفاقها ومميزاتها الزراعية. يعتبر أطلس الأراضي التونسية الأول من نوعه لتونس، ويمثل المرحلة الثالثة لوضع أداة تشخيصية لاستصلاح الأراضي.

تتكون تونس من 5 ملايين هكتار من الأراضي الزراعية، و30% من الأراضي التونسية غير قابلة للزراعة (جبال، عرق، سباخ، شطوط، بحيرات مالحة ومناطق حضرية). مشاركة تونس في مؤتمر كوبنهاغن للتغيرات المناخية 2009 ومصادقتها على اتفاقية كوبنهاغن يلزمها بوضع خطط إعادة تشجير وبرامج تثمين النفايات. وعلى هذا النحو، يوفر هذا الأطلس قاعدة بيانات وصفية وتحليلية تمكن من تقييم معلومات غطاء التربة وفقا لنظم إيكولوجية ومناخية بيولوجية مختلفة.

## الكاتب
عمر مطيمط هو مهندس تربة لدى مكتب البحوث العلمية والتقنية لما وراء البحار القديم (حاليا معهد البحوث من أجل التنمية في فرنسا)، متحصل على الدكتوراه من جامعة بيير وماري كوري (باريس 6)، شغل عدة مناصب في وزارة الفلاحة التونسية. هو رئيس الجمعية التونسية لعلوم التربة.

## المرجعية
يعتبر هذا الأطلس مرجعا في مجاله، ويوجد في عدة مكتبات فرنسية متخصصة في مجال الأراضي مثل المعهد الوطني للبحوث الزراعية والمعهد الوطني للدراسات الزراعية العليا في مونبلييه.

## مقالات ذات صلة
- علم دراسة التربة
- جغرافيا تونس